# Locationes mansorum desertorum

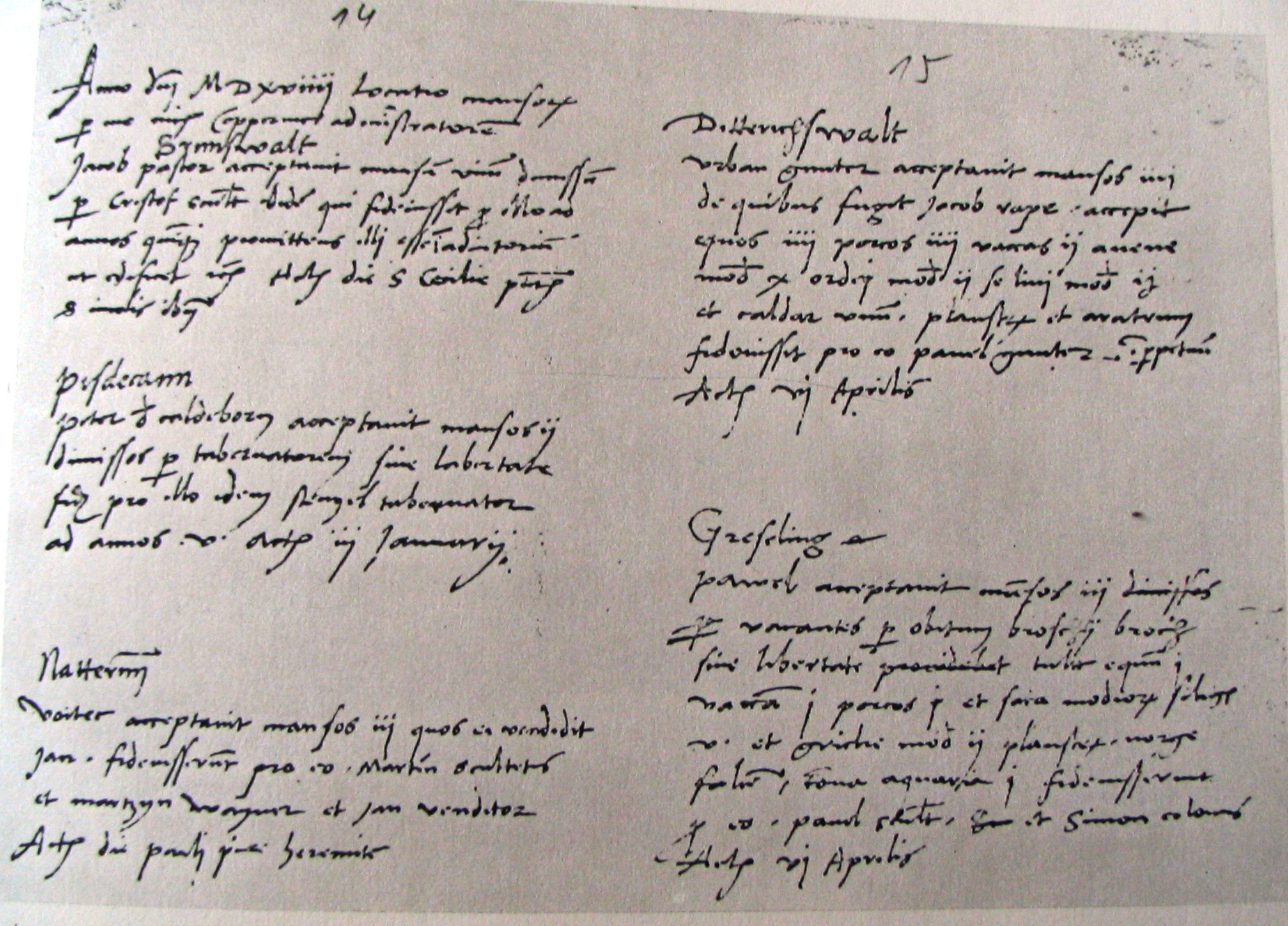
Locationes mansorum desertorum

Locationes mansorum desertorum (lat. „die Besiedlung der verlassenen Hufen“) bezeichnet die lateinischen Dokumente, die Nikolaus Kopernikus im Zeitraum von 1516 bis 1521 verfasste, als er in seiner Eigenschaft als Administrator des ermländischen Domkapitels eine Aufstellung über die Neuansiedlung von Bauern auf verlassenen Bauernhöfen anfertigte.